# Ronald Vargas

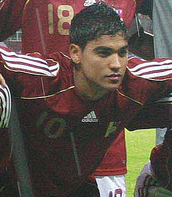
Ronald Vargas (2015)

Ronald Alejandro Vargas Aranguren (* 2. prosince 1986, Guatire, Venezuela) je venezuelský ofenzivní fotbalový záložník a reprezentant, od roku 2015 hráč řeckého klubu AEK Atény.

## Klubová kariéra
- Caracas FC (mládež)
- Caracas FC 2006–2008
- Club Brugge KV 2008–2011
- RSC Anderlecht 2011–2014
- Balıkesirspor 2014–2015
- AEK Atény 2015–

## Reprezentační kariéra
V reprezentačním A-mužstvu Venezuely debutoval v roce 2008.